# Margarita Chromova-Ponomarjova
Margarita Anatoljevna Chromova-Ponomarjova (ryska: Маргарита Анатольевна Пономарёва), född 19 juni 1963 i Balchasj, Kazakiska SSR, Sovjetunionen. död 16 september 2021 i Sankt Petersburg, Ryssland, var en sovjetisk/rysk friidrottare som tävlade i häcklöpning.
Chromova-Ponomarjova är mest känd för att hon vid tävlingar i Kiev 1984 blev den första kvinna att springa under 54 sekunder på 400 meter häck, då hon sprang på 53,58. Hennes världsrekord stod sig bara ett år tills Sabine Busch noterade tiden 53,55. 
Vid mästerskapssammanhang blev hennes bästa resultat en bronsmedalj vid VM i Stuttgart 1993. Vid samma mästerskap blev hon även silvermedaljör som en del av det ryska laget på 4 x 400 meter. Hon blev sexa vid Olympiska sommarspelen 1992 och åtta vid VM 1991.

## Personliga rekord
- 400 meter häck - 53,48